# Sylvain Prudhomme
Sylvain Prudhomme   (La Sanha, 1979) és un escriptor francès, autor de novel·les i reportatges, molts dels quals tenen com a tema l'Àfrica contemporània, on ha viscut i treballat.

## Biografia
Sylvain Prudhomme va passar la seva infància a diversos països d'Àfrica (Camerun, Burundi, Níger, Maurici) abans d'estudiar Lletres a París, després de dirigir l'l'Alliance franco-sénégalaise de Ziguinchor, al Senegal, de 2010 a 2012.
Va anar al nord de Benín per recollir contes, que van ser publicats amb el títol Contes du pays tammari, (Karthala, 2003). També és l'autor de Les Matinées d'Hercule (Serpent à plumes, 2007), monòleg sobre el tema de l'home que dorm i del viatge immòvil, i de Tanganyika Project (Léo Scheer, 2010).
Ha col·laborat a la revista Geste i al diari Le Tigre, pel qual ha escrit nombrosos articles : « Africaine Queen » (2010), « La vie dans les arbres » (2011),. Ha traduït l'assaig Décoloniser l'esprit, de l'autor Kenyata Ngugi wa Thiong'o (La Fabrique, 2011).
Sylvain Prudhomme va ser guardonat amb el premi Louis Guilloux 2012 per la seva novel·la Là, avait dit Bahi, que tracta sobre una dona a les vespres de la independència d'Algèria..
La seva obra Les Grands (éd. L'Arbalète, Gallimard) va ser nomenada com a « revelació francesa de l'any 2014 » per la redacció de la revista Lire. Publicat el 2016, la novel·la Légende (éd. L'Arbalète, Gallimard) va ser finalista del Grand prix de l'Académie française.
Aquesta obra també va rebre el premi François-Billetdoux de la Société civile des auteurs multimédia (SCAM) ·  i el premi Révélation de la Société des Gens de Lettres.
Des de 2014, ha desenvolupat diverses formes de lectures musicals amb companys de ruta com el músic Fayçal Salhi, la violoncelista Maëva Le Berre, la fotògrafa Lionel Roux o també els músics de Super Mama Djombo Malan Mané i Djon Motta. Va crear el 2016, amb la coreògrafa Raphaëlle Delaunay, dins el festival Concordan(s)e, el duo It’s a match.
Sylvain Prudhomme viu actualment a Arles. Els seus llibres han estat traduïts a diversos idiomes. Col·labora cada mes, des del 2015, a la crònica « Écritures » de Libération.
Sylvain Prudhomme va ser el guanyar el 2019 del prix Femina i del prix Landerneau des lecteurs per la seva novel·la Par les routes.

## Obres
Novel·les
- Les Matinées d'Hercule, Serpent à plumes, 2007.
- L'Affaire Furtif, Burozoïque, 2010 (amb il·lustracions de Lætitia Bianchi).
- Tanganyika Project, Léo Scheer, 2010.
- Là, avait dit Bahi, L'Arbalète, Gallimard, 2012

prix Louis-Guilloux 2012.
- Les Grands, L'Arbalète, Gallimard, 2014

« Révélation française de l'année 2014 » au palmarès des meilleurs livres de l'année du magazine Lire
prix Georges-Brassens 2014
prix Climax Musique et Littérature 2014
prix de la Porte Dorée 2015.
- Légende, L'Arbalète, Gallimard, 2016

prix Révélation 2016 de la Société des gens de lettres
prix François-Billetdoux 2017 de la SCAM
- L'Affaire furtif, L'Arbalète, Gallimard, 2018
- Par les routes, L'Arbalète, Gallimard, 2019, publicat en català per Les Hores, Per la carretera (2020)

prix Landerneau des lecteurs 2019
prix Femina 2019
Reportatges
- Africaine Queen. Dans les salons de coiffure de Château d'eau, éd. Le Tigre, 2010.
- La Vie dans les arbres, suivi de Sur les bidonvilles, les cabanes et la construction sauvage, éd. Le Tigre, 2011.

Traduccions
- John Reed, Pancho Villa, Allia, 2009.
- Ngugi Wa Thiong'o, Décoloniser l'esprit, La Fabrique, 2011.

Sylvain Prudhomme ha participat igualment en la realització del llibre En procès : une histoire du siècle du collectif inculte.